# 陳秀 (中將)
陈秀（1940年—），甘肃庆阳人，中国人民解放军将领、中国人民解放军中将。 
1998年，授予中国人民解放军中将，曾任兰州军区副司令员。